# Comuna Sokolea, Mostîska
Sokolea (în ucraineană Соколя) este o comună în raionul Mostîska, regiunea Liov, Ucraina, formată din satele Kacimari, Kolodka, Korciunok, Krîveakî, Maksîmți și Sokolea (reședința).

## Demografie
Componența lingvistică a comunei Sokolea
     Ucraineană (99,84%)
     Alte limbi (0,16%)
Conform recensământului din 2001, majoritatea populației comunei Sokolea era vorbitoare de ucraineană (99,84%), existând în minoritate și vorbitori de alte limbi.